# Lavement
Lavement, også betegnet klyster, er en slags endetarmsskylning. Det er en af de ældste terapeutiske metoder, som endnu bruges indenfor medicinen. Allerede i Oldtidens Grækenland var det kendt at lavement kunne have en helsefremmende effekt.
Lavement anvendes blandt andet til at behandle forstoppelse og for at skylle tarmsystemet inden diagnostiske undersøgelser som eksempelvis endoskopi.

## Fodnoter
1. ↑  "Anneli Naturterapi: Tarmsköljning". Arkiveret fra originalen 26. juni 2011. Hentet 1. april 2016.